# Nuriszlam Artasz Szanajev
Nuriszlam Artasz Szanajev (Csadan, 1991. február 9. –) kazak szabadfogású birkózó. A 2018-as birkózó-világbajnokságon döntőbe jutott 57 kg-os súlycsoportban, szabadfogásban, ahol ezüstérmet szerzett. A 2018-as Ázsia Bajnokságon szabadfogásban, 57 kg-os súlycsoportban aranyérmet szerzett, a 2017-es Ázsia Bajnokságon bronzérmes lett ugyanebben a súlycsoportban.

## Sportpályafutása
A 2018-as birkózó-világbajnokságon a döntő során az orosz Zaur Ugujev volt ellenfele, aki 4–3-ra megverte.